# Un burattino di nome Pinocchio
Un burattino di nome Pinocchio (en español: Un títere de nombre Pinocho; Las fantasías de Pinocho en España) es una película de animación de origen italiana estrenada en 1972 que es basada en Las aventuras de Pinocho (novela) de  Carlo Collodi. Es la obra más conocida del animador italiano Giuliano Censi, quien trato de crear la obra maestra de Collodi con mayor parentesco posible. Se comenzó a proyectar en los cines italianos el 21 de diciembre de 1972 y más tarde, alcanzó ser exportada a otros países europeos. Fue lanzada en VHS por Tecno cine (quien lo publicó en el extranjero) y más tarde por Stardust a finales de 1989 en la serie de Fantastimondo, en esta edición, se utiliza el título del libro y algunos cambios que no tenían nada que ver con la película. Entre 1989 e inicios de 1990, fue televisado por RAI 3 en episodios de 12 minutos cada uno. El 23 de octubre de 2013 se ha editado en  formato DVD por Rai Eri.
Es una de las películas de animación más conocidas en Italia, ya que atrajo gran parte a los espectadores de menor de edad y aun así, más asemejada a la obra de Collodi. 

## Reparto
- Roberta Paladini:  Pinocchio
- Roberto Bertea: abuelo Geppetto
- Lauro Gazzolo: Grillo Parlante
- Vittoria Febbi: La Fata Turchina
- Sergio Tedesco: Arlequin
- Manlio De Angelis: Gato
- Flaminia Jandolo: Lucignolo
- Michele Gammino: Mangiafuoco
- Arturo Dominici: Pescador Verde
- Gianni Bonagura: hombre del carro
- Bruno Persa: Director del circo
- Gianfranco Bellini: Colombo
- Ennio Balbo: Alidoro
- Giampiero Albertini: Trapero
- Ferruccio Amendola: Pulcinella
- Nino Marchetti: Gendarme
- Nino Pavese: Loro
- Luigi Pavese: Atún
- Vittorio Stagni: conejo negro
- Anna Rita Pasanisi: chica en el teatro de marionetas
- Isabella Pasanisi: 2:º compañero
- Giovanni Saccenti: 1.ª persona
- Aleardo Ward: 2.ª persona
- Gino Baghetti: 3:ª persona
- Riccardo Paladini: 4.ª persona
- Renato Rascel: voz del narrador

## Diseño
Los personajes fueron animados notándose un claro contorno negro, uniformes que contrastaban con los estilos complejos, característicos de animaciones italianas habituales y en las películas animadas de Disney.
Para el diseño de Pinocho, los animadores se inspiraron en ilustraciones hechas por Attilio Mussino. Los fondos fueron pintados por loa artistas Sicilliano, Alberto D'Angelo y Abramo Scortecci, que tanto utilizan estilos de tono evocador del arte italiano de principios del siglo XX, con un poco de enfoque en el surrealismo como en la adaptación de Disney. De todos modos, se tardó mucho en la elaboración de los diseños de personajes animados, teniendo en cuenta la visión de la imagen en la televisión.

## Doblaje al inglés
En 1978, se hizo un doblaje al inglés, el cual fue realizado en Estados Unidos por GG Comunicaciones.

## Diferencia con la novela
Existen diferencias sustanciales entre la película y la obra original de Carlo Collodi, hay numerosas partes cortadas; por lo general, son simplemente mencionadas por el narrador para ser resumida. Aunque de igual forma, fue un éxito para el cine de animación. 
- La frase de Geppetto en la última escena es el único diálogo de la película que no se deriva del libro.
- No se añade la escena donde el Hada Azul pide al Grillo Parlante y a los médicos diagnosticar las condiciones de Pinocho.
- Toda la parte donde Pinocho roba uvas y reemplaza al perro Melampo no fue añadida.
- No fue añadida la parte de la Serpiente que prohíbe el camino a Pinocho.
- No se recuerda la escena en la que Pinocho se transforma en un burro.
- Toda la parte donde Pinocho termina en la cárcel después de dirigirse al juez no fue añadida.